# 巴拉杜雅卡雷
巴拉杜雅卡雷是巴西巴拉那州的一个市镇。总面积115.592平方公里，总人口2850人，人口密度24.7人/平方公里。